# Список зарубежных поездок президента Обамы

Карта поездок

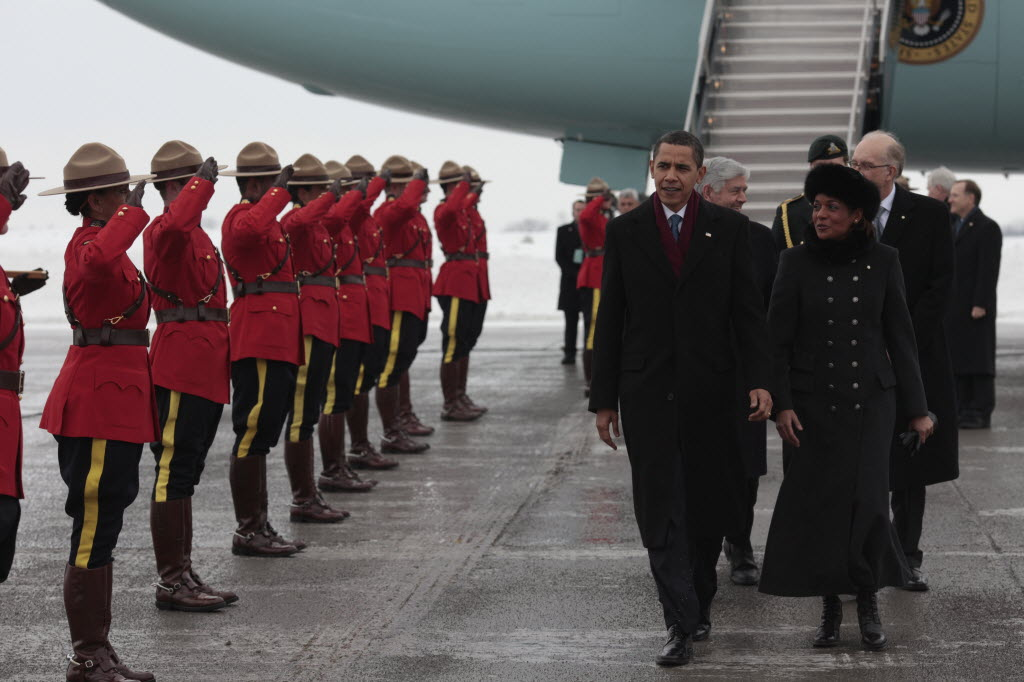
Барак Обама во время визита в Канаду (2009)

Список поездок президента США Барака Обамы в зарубежные страны (2009—2014). Обама дважды посетил Россию: в 2009 (Москва) и 2013 годах (Санкт-Петербург, Саммит G-20).

## 2009
1-й зарубежный визит в статусе Президента США Барак Обама совершил 19 февраля 2009 года в Канаду (Оттава). Всего в 2009 году Обама посетил 22 страны. 1-й визит в Россию произошёл 6—8 июля 2009 года (Москва).

## 2010
В 2010 году Барак Обама посетил 8 зарубежных стран: Афганистан (2 раза; Баграм, Кабул), Чехию, Канаду, Индию, Индонезию, Южную Корею, Японию и Португалию. Во время визита в Чехию (Прага) встретился с главами правительств 11 стран Восточной Европы: Болгарии, Венгрии, Латвии, Литвы, Польши, Румынии, Словакии, Словении, Чехии, Хорватии и Эстонии.

## 2011
| Страна         | Места посещения          | Дата        | Примечания |
| -------------- | ------------------------ | ----------- | --- |
| Бразилия       | Бразилиа, Рио-де-Жанейро | 19—21 марта | Президент Обама прибыл в Бразилию 19 марта. Встреча с президентом Бразилии Дилмой Русеф произошла в Дворце Планалту. |
| Чили           | Сантьяго                 | 21—22 марта | Обама встречался с президентом Чили Себастьяном Пиньерой во дворце Ла-Монеда. |
| Сальвадор      | Сан-Сальвадор            | 22—23 марта | Президент Обама встречался с президентом Эль Сальвадора Маурисио Фунесом. |
| Ирландия       | Дублин, Монигалл         | 23 мая      | Во время остановки в Ирландии Обама встречался с президентом Ирландии Мэри Патрисией Макэлис, а также с премьер-министром страны Эндой Кенни. Посетил деревню Монигалл, где родился его прапрапрадедушка Фулмот Кирни (Falmouth Kearney), который эмигрировал в США в 1850 году.                                                                                                 |
| Великобритания | Лондон                   | 23—26 мая   | Официальная встреча Обамы прошла в Букингемском Дворце. В ходе визита прошли встречи с премьер-министром и королевой Великобритании. |
| Франция        | Довиль                   | 26—27 мая   | Участвовал в 37-м саммите G8 в Довиле, где также прошли двусторонние переговоры с президентом России Дмитрием Медведевым, премьер-министром Японии Наото Каном и президентом Франции Николя Саркози. |
| Польша         | Варшава                  | 27—28 мая   | Президент Обама посетил Могилу Неизвестного Солдата в Варшаве и Мемориал Варшавского гетто, встречался с ветеранами, прошедшими Холокост. Встреча с лидерами стран Восточной Европы и президентом Польши Брониславом Коморовским прошла в Королевском дворце в Варшаве. Также Обама посетил мемориал памяти погибшим в Авиакатастрофе в Смоленске 10 апреля 2010 года в Варшаве. |

## 2012
В 2012 году Барак Обама посетил 7 зарубежных стран: Южную Корею, Колумбию, Афганистан, Мексику, Таиланд, Мьянму и Камбоджу

## 2013
В 2013 году Барак Обама посетил 11 зарубежных стран: Израиль, Иорданию, Мексику, Коста-Рику, Великобританию, Германию, Сенегал, Танзанию, Швецию, Россию и ЮАР (2 раза). В России Обама участвовал в работе саммита лидеров 20 стран.

## 2014
| Детали |
| --- |
| Президент Обама посетил Саммит Северо-американских лидеров, встречался с президентом Мексики (Энрике Пенья Ньето) и премьер-министром Канады (Стивен Харпер). |

| Детали                                                                               |
| ------------------------------------------------------------------------------------ |
| Президент Обама посетил Таллин, где встречался с президентами Балтийских государств. |

| Детали                                                                 |
| ---------------------------------------------------------------------- |
| Президент Обама посетил Ньюпорт для участия в Саммите НАТО в Ньюпорте. |

| Детали                                                          |
| --------------------------------------------------------------- |
| Президент Обама посетил Пекин и участвовал в Саммите АТЭС 2014. |

| Детали                                                                                          |
| ----------------------------------------------------------------------------------------------- |
| Президент Обама посетил Нейпьидо и участвовал в саммите АСЕАН и саммите Ninth East Asia Summit. |

| Детали                                                                                |
| ------------------------------------------------------------------------------------- |
| Президент Обама посетил Брисбен и участвовал в работе Саммита G-20 в Брисбене (2014). |

## 2015
| Страна                                                                              | Места посещения | Дата      | Примечания |
| ----------------------------------------------------------------------------------- | --------------- | --------- | --- |
| Индия                                                                               | Нью-Дели        | 26 января | \| Детали \| \| --------------------------------------------------------------------------------------- \| \| Президент Обама посетил Индию, встречался с премьер-министром Индии Нарендрой Моди[58]. \| |
| Саудовская Аравия                                                                   | Эр-Рияд         | 27 января | |
| Детали                                                                              |                 |           | |
| Президент Обама посетил Индию, встречался с премьер-министром Индии Нарендрой Моди. |                 |           | |